# Червона вантажівка сірого кольору
«Червона вантажівка сірого кольору» — комедійна стрічка Срджана Колевича, з Срджаном Тодоровичем та Олександрою Балмазович у головних ролях.

## Сюжет
Події фільму розгортаються у 1991, коли починається розпад Югославії.
На початку стрічки бандити вбивають один одного під час укладання угоди. Після них залишається червоний вантажний Mercedes-Benz зі схованою зброєю.
Ратко, який спеціалізується на крадіжці вантажівок, виходить з тюрми. Він їде за кермом того самого червоного Мерседесу. По дорозі під колеса потрапляє Сюзанна. Вона щойно дізналась про незаплановану вагітність. Молода жінка вирушила в Дубровник, щоб заробити гроші на аборт малюванням та співом. Ратко бере її з собою.
По дорозі з ними трапляються різні ситуації: вони збивають віз з трупом, священика, зустрічають воєнних і бандитів. Ратко навіть підбирає свого приятеля Горбаня. Після хороших відгуків Сюзанни про нового знайомого, колишній ув'язнений проявляє ревнощі. Молода жінка вчить водія вживати марихуану, під дією наркотику чоловік, який є дальтоніком, тимчасово починає бачити світ різнокольоровим. Тієї ж ночі вони займаються сексом.
На могилі свого батька Ратко представляє Сюзанну як свою майбутню дружину. Вони досягають кордону, на якому відбувається сутичка між прикордонниками та югославцями. У ній отримує поранення і Ратко. У кінці стрічки у Сюзанни народжується темношкірий хлопчик, якого Ратко приймає як рідного.

## У ролях
| Актор                 | Персонаж | Роль             |
| --------------------- | -------- | ---------------- |
| Срджан Тодорович      | Ратко    | водій вантажівки |
| Олександра Балмазович | Сюзанна  | співачка         |
| Рафаель Бьотто        | Горбань  | знайомий Ратко   |
| Богдан Діклич         | Священик | постраждалий     |

## Створення фільму

### Виробництво
Зйомки фільму проходили в Югославії.

### Знімальна група
- Кінорежисер — Срджан Колевич
- Сценарист — Срджан Колевич
- Кінооператор — Горан Воларевич
- Кіномонтаж — Марко Глушац
- Композитор — Мішко Плаві
- Артдиректор—Невена Рістич[1].

## Сприйняття

### Критика
Фільм отримав позитивні відгуки. На сайті Rotten Tomatoes оцінка фільму становить 66 % на основі 176 відгуків від глядачів (середня оцінка 3,7/5), йому зараховано «попкорн», Internet Movie Database — 7,4/10 (3 427 голосів).

### Номінації та нагороди
| Нагороди та номінації фільму «Червона вантажівка сірого кольору» | Нагороди та номінації фільму «Червона вантажівка сірого кольору» | Нагороди та номінації фільму «Червона вантажівка сірого кольору» | Нагороди та номінації фільму «Червона вантажівка сірого кольору» | Нагороди та номінації фільму «Червона вантажівка сірого кольору» | Нагороди та номінації фільму «Червона вантажівка сірого кольору» |
| Рік                                                              | Кінофестиваль/кінопремія                                         | Категорія/нагорода                                               | Номінант                                                         | Результат                                                        |                                                                  |
| ---------------------------------------------------------------- | ---------------------------------------------------------------- | ---------------------------------------------------------------- | ---------------------------------------------------------------- | ---------------------------------------------------------------- | ---------------------------------------------------------------- |
| 2004                                                             | Hessian Film Award                                               | Художній фільм                                                   | «Червона вантажівка сірого кольору»                              | Перемога                                                         |                                                                  |
| 2004                                                             | Міжнародний кінофестиваль Мангейм-Гайдельберг                    | Приз глядацьких симпатій                                         | «Червона вантажівка сірого кольору»                              | Перемога                                                         |                                                                  |
| 2004                                                             | Міжнародний кінофестиваль Мангейм-Гайдельберг                    | Приз власників незалежних кінотеатрів                            | «Червона вантажівка сірого кольору»                              | Перемога                                                         |                                                                  |
| 2004                                                             | Міжнародний кінофестиваль Мангейм-Гайдельберг                    | Спеціальна згадка журі                                           | «Червона вантажівка сірого кольору»                              | Перемога                                                         |                                                                  |
| 2005                                                             | Європейський кіноприз                                            | Найкращий актор                                                  | Срджан Тодорович                                                 | Номінація                                                        |                                                                  |
| 2005                                                             | Софійський міжнародний кінофестиваль                             | Спеціальна нагорода журі                                         | «Червона вантажівка сірого кольору»                              | Перемога                                                         |                                                                  |
| 2005                                                             | Варшавський міжнародний кінофестиваль                            | Приз ФІПРЕССІ                                                    | Срджан Колевич                                                   | Перемога                                                         |                                                                  |